# Императорска армия на Япония
Императорската армия на Япония (на японски: 大日本帝国陸軍) са сухопътните сили на Японската империя от 1868 до 1945 г., когато са разпуснати след капитулацията на Япония във Втората световна война. Те се ръководят от Генералния щаб на Императорската армия на Япония и от Министерството на армията, като и двете институции са номинално подчинени на императора на Япония, който е главнокомандващ на въоръжените сили на страната. По-късно към командната структура на армията е присъединен и Генералната инспекция на авиацията. По време на война или национална тревога, командните функции на императора се централизират в Императорски генерален щаб, включващ началника и заместник-началника на Генералния щаб на армията, министъра на армията, началника и заместник-началника на Генералния щаб на военноморските сили, главния инспектор на авиацията и главния инспектор на военната подготовка.

## История
Императорската армия е официално основана през март 1871 г., след приключването на войната Бошин и консолидирането на властта на императора. По това време тя включва девет пехотни батальона, две артилерийски батареи и две кавалерийски ескадри, общо наброяващи 6000 души. Макар той да формално да ѝ е главнокомандващ, в почти всички случаи тя се управлява от Министерството на войната и Генералния щаб на армията.
Ранната история на армията е изпълнена с победи. Тя участва в Тайванския поход, потушаването на Сацумското въстание и затвърждава господството на Япония на остров Формоса (Тайван) с победа в Първата китайско-японска война. След това се присъединява към съюза, потушил китайското Боксерско въстание.
През Първата световна война Японската империя се включва на страната на Антантата. И макар да са изготвяни планове за изпращане на експедиционна сила във Франция, единствените военни действия на императорската армия по това време включват внимателна и добре осъществена атака срещу германското владение Циндао в Китай през 1914 г. Към края на войната силите на Антантата, в това число и на Япония, се намесват Руската гражданска война.
През 1931 г. силите на Японската империя нахлува в Манджурия, след което е подписано примирието от Тангу и е основана марионетната държава Манджоу-Го. През юли 1937 г. императорската армия влиза в схватка с китайски войски близо до Пекин, което разпалва Втората китайско-японска война.
С нападението над Пърл Харбър на 7 декември 1941 г., САЩ обявява война на Япония и се включва във Втората световна война. По това време японските сухопътни сили наброяват около 1,7 милиона души, разпределени в 51 дивизии. От тях, 27 дивизии са стационирани в Китай, а 13 са с отбранителна роля по границата с Монголия, като целта им е да забавят евентуално съветско настъпление. С разширяването на обхвата на войната, японски войници са изпращани на най-различни фронтове: Хонконг, Бирма, Малая и Филипините. Броят на войниците бързо расте – към 1945 г. те вече са над 5 милиона.
Недостигът на провизии се превръща в голям проблем, докато течението на войната в Тихия океан се обръща през 1943 г. Още повече влошава ситуацията дългогодишното съперничество между сухопътните сили и военноморски сили на Япония. Засегнати са не само военните доставки, но и тези на лекарства и храна. Поради тази причина, голяма част от жертвите по време на войната се дължат на глад и болести.

### Репутация на бруталност
Дори и преди Втората световна война, Императорската армия на Япония вече има страховита репутация, която се дължи както на фанатичната ѝ отдаденост на императора, така и на бруталното отношение към военнопленниците и цивилното население. Един от най-ярките примери за това е клането в Нанкин по време на Втората китайско-японска война. След края на Втората световна война са проведени над 5000 съдебни процеса срещу военните престъпления на армията.
Според някои историци, армията се държи брутално с покорените народи, тъй като самите ѝ войници са били малтретирани в казармата. Дисциплинарните наказания сред редиците ѝ са много тежки. Освен това, идеята за „славна смърт в името на императора“ кара някои командири да предприемат самоубийствени атаки с щикове, дори войниците им да разполагат с боеприпаси.

### Ниски нива на дезертьорство
Макар условията в армията да са тежки, фанатизмът ѝ води до изключително ниски нива на дезертьорство и отстъпления през Втората световна война. Така например, в битката за Сайпан през 1944 г., от 32 000 души гарнизон на острова, 24 000 загиват в бой, а още 5000 се самоубиват, за да не бъдат пленени. Дори в много по-мащабната битка за Окинава през 1945 г., под 10% от японските войници се предават, като много от тях се самоубиват на бойното поле.

### След Втората световна война
Японската империя продължава да се сражава ожесточено дори и след падането основния ѝ съюзник, Нацистка Германия, през май 1945 г. Хирохито склонява да обяви капитулация едва след като САЩ пускат атомни бомби над Хирошима и Нагасаки през август. След войната е съставена нова конституция, която разпуска Императорската армия и на нейно място учредява Сухопътни сили за самоотбрана на Япония.
Въпреки това, много членове от бившата императорска армия отказват да приемат капитулацията на страната си и продължава да се считат за участници в активна война. В няколко случая, японски войници на тихоокеански острови продължават да водят военни действия и да се укриват в продължение на почти три десетилетия след края на войната. Последният предал се войник от войната е Теруо Накамура, който живее в нелегалност на остров Моротай, Индонезия до декември 1974 г., след като е случайно открит по-рано същата година.

## Структура
Освен със сухопътни сили, Императорската армия на Япония разполага и с военновъздушни подразделения:
- Императорска армия
  - Въздушно-десантни войски
  - Военновъздушни сили
  - Военна полиция (Кенпейтай)

## Численост по години
- 1873: 32 000 души (в състав), 50 000 (запас)
- 1894: 96 000 души (в състав), 150 000 (запас)
- 1903: 155 000 души (в състав), 350 000 (запас)
- 1904: 325 000 души (в състав), 450 000 (запас)
- 1914: 335 000 души (в състав), 685 000 (запас)
- 1918: 700 000 души (в състав), 800 000 (запас)
- 1930: 375 000 души (в състав), 125 000 (запас)
- 1931: 700 000 души (в състав), 850 000 (запас)
- 1941: 1 750 000 души (в състав), 1 600 000 (резерв)
- 1943: 2 200 000 души (в състав), 2 300 000 (резерв)
- 1945: 6 100 000 души (в състав), 1 200 000 (резерв)